# 가덕도 등대
가덕도 등대(加德島 燈臺)는 부산광역시 강서구 대항동, 가덕도에 있는 등대이다. 2003년 9월 16일 부산광역시의 유형문화재 제50호로 지정되었다.

## 개요
가덕도 등대는 근대 서구 건축의 양식·건축재료·의장수법 등이 최초로 사용되었던 건물 중의 하나로서, 당시에 건립된 여러 등대들이 대부분 원형이 크게 훼손된 데 비해 가덕도 등대는 상당 부분 원형을 간직하고 있다는 점에서 역사적, 건축사적으로 문화재적 가치가 돋보인다.

## 같이 보기
- 가덕도

## 참고 자료
- 가덕도 등대 - 국가유산청 국가유산포털